# مايد المسماري
مايد راشد المسماري (مواليد 27 يونيو 1992) لاعب كرة قدم إماراتي يجيد اللعب كجناح أيمن وظهير أيمن في نادي مصفوت.
لعب مع أندية الفجيرة والوحدة و دبا الفجيرة وخورفكان و العروبة و مصفوت.

## روابط خارجية
- مايد المسماري على موقع قاعدة بيانات كرة القدم.إي يو (الإنجليزية)
- مايد المسماري على موقع Soccerway.com (الإنجليزية)
- مايد المسماري على موقع كووورة